# Альба-де-Листе, Диего Энрикес де Гусман
Диего Энрикес де Гусман-и-де Толедо (исп. Diego Enríquez de Guzmán y de Toledo; ок. 1530, Самора (Испания) — 2 августа 1604), 5-й граф де Альба-де-Листе — вице-король Сицилии.

## Биография
Сын Энрике Энрикеса де Гусмана, 4-го графа де Альба-де-Листе, и Марии Альварес де Толедо-и-Пиментель.
Участвовал в битве при Лепанто, позже был капитаном в Нидерландах, затем был старшим майордомом инфанты Изабеллы Клары Евгении. По возвращении в Испанию он стал дворянином Палаты короля и членом Государственного совета, затем был назначен вице-королем Сицилии. Это назначение не обошлись без борьбы, так как прибыльная должность привлекла множество кандидатов, среди которых выделялись князь Дора и герцог Браччано. В конце концов, король выбрал графа де Альба-де-Листе, утвердив назначение в Алькале 26 января 1585.
По пути из Испании в Палермо, он задержался со своим отрядом в Неаполе, чтобы подавить массовые беспорядки, вызванные нехваткой продовольствия в период наместничества вице-короля герцога Осуны. Из Неаполя он приказал своим министрам принять власть на Сицилии, и стал первым вице-королем, которого поставили за пределами самого королевства. Наконец, 3 августа 1585 он триумфально вступил в Палермо в сопровождении своей жены, вице-королевы Марии де Урреа, дочери графа Аранды.
В первые годы на посту вице-короля Сицилии он добился хороших результатов в области финансового администрирования и управления сельским хозяйством. 17 мая 1586 года он созвал чрезвычайный парламент в Палермо, чтобы остров внес свой вклад в приданое инфанты Каталины Микаэлы, младшей дочери Филиппа II, в общей сложности двести тысяч сицилийских эскудо, которые должны быть выплачены в течение пяти лет. Он пытался улучшить инфраструктуру королевства, создавая больницы, такие как Сан-Бартоломе в 1586 году и Сан-Джакомо в 1589 году, приказал спустить озеро Папирито, тем самым избавив столицу Палермо от дурных испарений, распорядился установить многочисленные фонтаны. В должности вице-короля он занимался продовольственным снабжением испанского флота, противостоявшего англичанам, за что получил признание «Благоразумного короля».
В начале апреля 1588 граф Альба-де-Листе созвал общий парламент, сосредоточив внимание на усилении укреплений острова, опасаясь возможного нападения англичан. В том же году, 4 августа, он получил подтверждение своих полномочий от Филиппа II еще на три года в благодарность за экономическую и военную поддержку военных компаний короны. Второй раз он вступил в должность 23 марта 1589.
Его второе трехлетие вошло в историю как катастрофическое для королевства, в основном из-за эпидемии и продовольственного кризиса, который пережила Сицилия и вся Европа в период с 1589 по 1593 год. Восстания продолжались, голод усиливался, распространился бандитизм, к которому добавилась потеря поддержки наместника со стороны дворян, которые видели, что их привилегии ограничиваются вице-короля. В июле 1591 был открыт трехлетний парламент в попытке разрешения тяжелой ситуации, в которой находилось королевство. Во время его заседаний дворяне открыто продемонстрировали недовольство наместником, проголовав против выплаты ему обычного донатива.
В 1592 году, оказавшись в критической ситуации на острове, опустошенном чумой, наместник подал в отставку, и был заменен испанским послом в Риме Энрике де Гусманом, графом Оливаресом, который вступил в должность 25 марта.
Выйдя в отставку, Диего Энрикес вернулся в Самору. Казна задолжала ему семьдесят тысяч дукатов невыплаченного вице-королевского жалованья, которое монарх компенсировал, назначив графа старшим майордомом королевы Маргариты Австрийской, жены Филиппа III. В 1602 году был пожалован Филиппом III в рыцари ордена Золотого руна. Умер 2 августа 1604, детей не имел и наследником стал его брат Антонио.